# Bruno Laplante
Pour les articles homonymes, voir Laplante.
Bruno Laplante (né le 1er août 1938 à Beauharnois, au Québec) est un baryton, récitaliste et chanteur d'opéra, producteur et directeur artistique de spectacles lyriques, ainsi qu'éditeur d'œuvres musicales.

## Biographie
Né dans une famille où l'on chantait très souvent en français des mélodies de Massenet, Franck et Hahn, Bruno Laplante a reçu des leçons individualisées de chant et de diction tout au long de sa scolarité, qu'il a terminée au Collège Bourget de Rigaud par l'obtention d'un baccalauréat ès arts (de l'université de Montréal), à l'âge de 19 ans.
Jeune soprano, il fit partie avec ses deux frères aînés du « Trio Laplante » (de Rigaud), qui fit des tournées de chant depuis l'Outaouais jusqu'à Montréal et Verdun, en salle et sur les ondes radiophoniques; il aura été le seul de ce trio à faire carrière en chant.
Il tient des rôles dans des opérettes de collège : La Cloche d’argent et Le Mulâtre de Murillo, prépare auprès du ténor et professeur Édouard Woolley son entrée au Conservatoire, puis étudie durant six ans au Conservatoire de musique de Montréal, où il a comme principaux professeurs : Dina-Maria Narici, Dick Marzollo, Roy Royal, Raoul Jobin, Marcel Laurencelle, Alfred Brunet, Marie-Thérèse Paquin, Janine Lachance, Jacqueline Richard, Andrée Desautels.
En tant qu'étudiant au conservatoire, il joue le rôle de Siméon dans L’Enfant prodigue de Claude Debussy, avec l’Orchestre et les chœurs de cette institution, sous la direction de Charles Houdret, à la salle du Plateau, à Montréal; il est aussi chanteur de sérénade, pour la jeune comédienne Geneviève Bujold, dans la pièce de théâtre À quoi rêvent les jeunes filles ?  (une comédie d’Alfred de Musset), produite au Conservatoire d’Art dramatique, dans les locaux de l’Université McGill, à Montréal (avec aussi les comédiens : Anne Pauzé, Jean Faubert, Pascal Rollin; dans une mise en scène de Jean Valcourt); il est choriste dans l’Arlésienne (d'Alphonse Daudet et Georges Bizet), jouée par la section d’Art Dramatique à la Comédie-canadienne, à Montréal, avec l’Orchestre du Conservatoire sous la direction de Wilfrid Pelletier; il participe à la « 5e Zimriya » (une rencontre chorale internationale, en Israël), comme soliste et choriste dans un chœur formé spécialement pour l’occasion et dirigé par Fernand Graton.
Grâce à une Bourse du Gouvernement du Québec et au Prix d'Europe 1966, il fait (en 1965-1968) un long stage de quelque 3 ans de peaufinage en interprétation, auprès de Pierre Bernac, à Paris. Boursier du Goethe-Institut de Munich en 1967, il étudie aussi l'allemand, en Allemagne, aux Goethe-Institut de Bad Aibling et de Lunebourg. De retour à Montréal, il reçoit, à sa demande, des leçons complémentaires de diction en italien auprès de Lina Narducci.

## Carrière (résumé)

### Années charnières
- 1966 — Son premier récital public hors du Canada : à Paris
- 1974 — Fondation de « L'Ensemble Cantabile de Montréal »

Bruno Laplante assume, depuis 1974, l'organisation et la direction artistique de spectacles lyriques variés, dans lequel il tient lui-même un rôle, qui permettent aux jeunes de bien commencer leur carrière localement et auprès d'aînés réputés, sans plus attendre un rare appel d'une maison d'opéra ou d'un télédiffuseur.
S'entourant de Céline Dussault, soprano, de Gabrielle Lavigne, mezzo-soprano (à laquelle succède Paule Verschelden en 1976), et du ténor Paul Trépanier, le baryton Bruno Laplante fonde un ensemble vocal à géométrie variable, L'Ensemble Cantabile de Montréal. Au départ ils présenteront un répertoire d'extraits d'oratorios, d'opéras, de cantates et des mélodies, pour duos, trios et quatuors et, peu après, en augmentant l'effectif selon les besoins, l'Ensemble offrira des œuvres complètes : opéras bouffes, opérettes et opéras-comiques surtout.
L'Ensemble Cantabile de Montréal donne sa première représentation comme quatuor vocal, le 11 août 1974 (programme français, italien et allemand) au Centre d'arts Orford (en Estrie), à l'occasion du Festival international qui s'y tient. Radio Canada International (RCI) a enregistré et offert au public l'enregistrement sonore de ce concert inaugural.
Bruno Laplante fut le producteur et directeur artistique de plus de 40 œuvres lyriques, pour plus de 800 représentations, employant environ 400 artistes (chanteurs, comédiens, instrumentistes, chefs d'orchestre, metteurs en scène…), ainsi que 150 à 200 créateurs, techniciens et artisans.
- 1986 — Fondation des « Nouvelles variétés lyriques » (NVL), sur le modèle des Variétés lyriques de Lionel Daunais :

les NVL offriront une dizaine de représentations d'une opérette différente, à chaque automne, trois années consécutives, à la Place des arts (de Montréal) et au Grand Théâtre de Québec, sous la direction artistique de Bruno Laplante.
- 1989 — Fondation du « Duo lyrique Laplante-Duval », avec France Duval, mezzo-soprano.
- 1994 — Fondation du « Nouveau théâtre musical » (NTM), à Québec, succédant à l'Ensemble Cantabile de Montréal, et sur le même modèle.
- 1998 — Début de l'édition de partitions et de CD par « Les éditions du NTM ».
- 2000 — Débuts sur scène de La Famille Laplante-Duval : les deux enfants (alors âgées de 4 et 8 ans) de France et Bruno partageront souvent la scène avec leurs parents, en solos, duos, quatuors, munies d'un répertoire qui sied à leur âge, dans des spectacles ou concerts s'adressant d'abord aux jeunes familles et aux personnes retraitées.

### Récitals, concerts, cantates, oratorios (extraits)
Depuis 1964, Bruno Laplante s'est produit en récitals dans quelque 30 pays, 100 villes, à de multiples reprises, sur tous les continents, tant sur les ondes nationales que dans les salles de concert, et auprès de musiciens dirigés par des chefs d'orchestre tels :  Jean Fournet, Spiros Argiris, Charles Dutoit, Franz-Paul Decker, Pierre Bartholomée, Philippe Herreweghe, Kenneth Montgomerry, James de Priest, Louis de Froment, Henry Lewis, José Serebrier, Jérôme Kaltenbach, Mario Bernardi, Jean Deslauriers.
Il a chanté en différentes salles et lieux, dont : Wigmore Hall (à Londres), Concertgebouw (à Amsterdam), Kunstring Diligentia (à La Haye), Salle Gaveau (à Paris), Musikverein (à Vienne), Theatro São Luis (à Lisbonne), Bunka Kaikan de Tokyo et Casals Hall (à Tokyo), Izumi Hall (à Osaka)… et au Festival du Marais (à Paris), au Festival d'Aix-en-Provence (dans le Midi), aux Nuits de Septembre et au Festival des Flandres (en Belgique)… ainsi qu'au Festival du Canada (à Ottawa) et au Festival international d'Orford (à Orford en Estrie).
Il chante en six langues : français, italien, espagnol, anglais, allemand et latin.
Bruno Laplante est souvent allé chanter à l'étranger pour célébrer les « Journées internationales de la francophonie », y représentant le Québec et le Canada : jusqu'à l'Institut français d'Athènes (1987), au Théâtre de la Madeleine de Troyes (France, 1988), au palais Clam-Gallas de l’Institut français de Vienne (Autriche, 2000), au palais Belosselski-Belozerski de Saint-Pétersbourg (2000), puis aux châteaux de Prague et de Bratislava (2000), encore à Vienne (2003), à Zagreb (Croatie, 2003), Belgrade et Novi Sad (Serbie, 2003), Pécs et Budapest (Hongrie, 2003) et Cluj-Napoca (Roumanie, 2003).
- au Canada :
  - 1964 — soliste dans le Requiem de Gabriel Fauré, à Hull, avec Sylvia Saurette, orchestre sous la direction de Fernand Graton
  - 1965 — sa première tournée de récitals pour les Jeunesses musicales du Canada (JMC), sous la direction artistique de Léopold Simoneau
  - 1969-1973
    - — de très nombreuses émissions de radio et télévision, surtout à Radio-Canada (radio, télévision, enregistrements RCI), à Montréal;
    - — trois grandes tournées pour les Jeunesses musicales du Canada : environ cent cinquante (150) représentations, dont avec le comédien Jacques Zouvi (en 1969-1970) et la soprano Anna Chornodolska (en 1970-1971)
    - — plusieurs enregistrements sur disques de mélodies françaises, pour Radio Canada International (RCI), à Montréal
    - — soliste dans Une cantate de Noël d’Arthur Honegger, avec l'Orchestre de Radio-Canada dirigé par Jean Deslauriers et le chœur Les Petits Chanteurs du Mont-Royal, à la télévision de Radio-Canada, Montréal

  - 1976 — récital d'œuvres d’Erik Satie et du Groupe des Six, pour le CBC Radio Festival of Music in Vancouver, au Queen Elizabeth Playhouse de Vancouver
  - 1976 — soliste dans le Requiem de Fauré à Ville St-Laurent (Île de Montréal), avec Yolande Deslauriers-Husaruk, Jean Deslauriers à la direction musicale, pour Radio-Canada
  - 1976 — concert viennois au Centre national des Arts (CNA) à Ottawa, avec Colette Boky, soprano, et l'Orchestre du CNA dirigé par Pierre Hétu
  - 1977 — soliste dans un spécial « Son et Images » à la télévision de Radio-Canada, à Montréal, avec l’ensemble Cantabile de Montréal, sous la direction artistique de Bruno Laplante
  - 1978 — récital français au Centre national des Arts à Ottawa, avec Janine Lachance au piano
  - 1979 — soliste, dans le Requiem de Gabriel Fauré, avec l’Orchestre symphonique de Québec (OSQ) sous la direction de James de Priest, au Grand Théâtre de Québec
  - 1979 — tournée en concert, La Musique française, commandité par la société Rémy Martin, organisée par les Productions Charlevoix et sponsorisée par la marque de Cognac, à Québec (Institut canadien), Trois-Rivières (centre culturel), Jonquière (salle François-Brassard) et Montréal (salle Claude-Champagne), avec Réal Léveillé au piano, Hermel Bruneau à la viole de gambe, ainsi que, pour la Sérénade de Charles Gounod sur un poème de Victor Hugo, Diane Mauger au piano et Angèle Dubeau au violon
  - 1980 — au Festival d’Ottawa, récital de mélodies françaises, avec Jean-Philippe Collard au piano.
- en France :
  - 1966 — son premier récital à Paris : au théâtre de la Cité universitaire, avec Claude Savard au piano
  - 1969-1973 — passages à Radio-France et cinq récitals avec Louis-Philippe Pelletier au piano : à Châtellerault, Angoulême, Lyon, Villejuif et Paris
  - 1975 — enregistrement (Ravel, Françaix, Hahn et Absil) pour l’ORTF à Paris, avec Henriette Puig-Roget au piano
  - 1977 — soliste de Rivages de Serge Garant (1976) sur un poème d'Alain Grandbois : tournée en Europe, à Bonn, Düsseldorf, Francfort, Paris, Londres, avec la Société de musique contemporaine du Québec (SMCQ) sous la direction Serge Garant, dans le cadre de Musicanada, premier festival d'envergure de musique canadienne en Europe, tenu du 4 au 17 novembre 1977, sous l'égide du ministère des Affaires extérieures du Canada et du Conseil des Arts du Canada (CAC); enregistrement sonore : RCI 475
  - 1977 — tournée de récitals en France avec Anna Chornodolska, soprano, et Claude Savard au piano, offerte par les Jeunesses musicales du Canada aux Jeunesses musicales de France
  - 1978 — récitals (programme entièrement français) à Strasbourg, Lyon, Bordeaux, Paris et enregistrement de mélodies canadiennes (de Clermont Pépin, André Prévost, Pierre Mercure) par Radio-France, lors d'une grande tournée européenne de trois semaines, avec Janine Lachance au piano
  - 1979 — tournée de récitals en Europe (des œuvres vocales de Gounod, Debussy, Ravel et le Dichterliebe de Schumann), dont à Gundershoffen (Eberbach, en Alsace, Bas-Rhin)
  - 1979 — Panorama de la mélodie française en deux récitals différents, avec Janine Lachance au piano : au Festival du Marais à Paris, au Festival international d’Aix-en-Provence
  - 1979 — récital, salle Molière de l’opéra de Montpellier, avec David Abramovitz au piano : La Bonne Chanson de Fauré et autres mélodies françaises
  - 1980 — enregistrement pour France Culture, avec Simone Féjard au piano : œuvres vocales de Guy Ropartz, Albert Roussel, Louis Durey et Jacques Offenbach
  - 1980 — rôle de Jésus dans Les Béatitudes de César Franck, au Festival de Lille en France, ainsi qu'à Liège, Bruxelles et au Festival de Tournai en Belgique, avec les Chœurs et l'Orchestre de Liège, sous la direction de Pierre Bartholomée
  - 1980 — enregistrement public d’une Soirée canadienne, à l’auditorium 105 de Radio France : œuvres vocales des Québécois Calixa Lavallée, Pierre Mercure, Clermont Pépin, Jean Papineau-Couture et Lionel Daunais
- en Allemagne :
  - 1967 — interprétation du Dichterliebe de Robert Schumann
  - 1976 — en tournée européenne, avec Janine Lachance au piano, dont à Heidelberg
  - 1977 — soliste de Rivages de Serge Garant (1976) sur un poème d'Alain Grandbois : tournée en Europe, à Bonn, Dusseldorf, Francfort, Paris, Londres, avec la Société de musique contemporaine du Québec (SMCQ) sous la direction Serge Garant, dans le cadre de Musicanada, premier festival d'envergure de musique canadienne en Europe, tenu du 4 au 17 novembre 1977, sous l'égide du ministère des Affaires extérieures du Canada et du Conseil des Arts du Canada (CAC); enregistrement sonore : RCI 475
  - 1977 — rôle-titre (Roderick Usher), dans La Chute de la Maison Usher, en création européenne, un opéra inachevé et inédit, livret et musique de Claude Debussy sur une nouvelle d'Edgar Allan Poe, pour la radio et la télévision allemande, avec l’Orchestre de la Radio de Francfort, dirigé par Eliahu Inbal; un œuvre que le compositeur Juan Allende-Blin venait de compléter et d'orchestrer
  - 1977 — enregistrement radio, au Heissischer Rundfunk Studio, à Francfort : cycles de Francis Poulenc et de Jean Françaix
  - 1979 — tournée de récitals en Europe (des œuvres vocales de Gounod, Debussy, Ravel et le Dichterliebe de Schumann), dont à Darmstadt, dans la Blickpunkt Orangerie
  - 1970 — récitals de mélodies françaises (de Joseph Canteloube, de Guy Ropartz) pour la radio de Francfort.
- aux Pays-Bas :
  - 1969-1973 — nombreux passages à KRO, nombreux récitals à Hilversum et Amsterdam
  - 1975 — récital (Ravel, Françaix, Hahn et Absil) aux Pays-Bas, avec Louis-Philippe Pelletier au piano
  - 1975 — soliste dans la Messe solennelle Sainte-Cécile (de Gounod) et L’Enfant prodigue (de Debussy), dans la cathédrale de Haarlem, pour KRO, avec le Omroeporkest et le Omroepkoor sous la direction de Kenneth Montgomery
  - 1975 — récital de mélodies françaises, avec Rudolf Jansen au piano, dans le studio d’Hilversum
  - 1976 — en tournée européenne, avec Janine Lachance au piano, dont au Concertgebouw d’Amsterdam
  - 1977 — enregistrement des Six Poèmes arabes de Louis Aubert, avec le Omroeporkest sous la direction de Kenneth Montgomery, à Hilversum (Pays-Bas); enregistrement sonore disponible
  - 1978 — récital à Nimègue, lors d'une grande tournée européenne de trois semaines, avec Janine Lachance au piano
  - 1980 — enregistrement de Faust et Hélène de Lili Boulanger, au Studio KRO à Hilversum, avec l’Orchestre Radio Philharmonique dirigé par Spiros Argiris
  - 1980 — enregistrement de Mélodies de Jacques Offenbach aux Pays-Bas, avec Gérard van Blerk au piano
- en Angleterre :
  - 1970 — concert à Londres
  - 1976 — en tournée européenne, avec Jwanine Lachance au piano, dont à Londres
  - 1977 — soliste de « Rivages » de Serge Garant (1976) sur un poème d'Alain Grandbois : tournée en Europe, à Bonn, Düsseldorf, Francfort, Paris, Londres, avec la Société de musique contemporaine du Québec (SMCQ) sous la direction Serge Garant, dans le cadre de Musicanada, premier festival d'envergure de musique canadienne en Europe, tenu du 4 au 17 novembre 1977, sous l'égide du ministère des Affaires extérieures du Canada et du Conseil des Arts du Canada (CAC); enregistrement sonore : RCI 475
- en Belgique :
  - 1975 — enregistrement (Absil, Ravel et Daunais) pour la RTB à Bruxelles
  - 1976 — concert public pour la RTB, en Belgique, avec l’orchestre de chambre dirigé par Ronald Zollman : de Ravel, Cinq Mélodies populaires grecques, et de Jacques Ibert, les Quatre mélodies de Don Quichotte à Dulcinée
  - 1977 — mélodies de Mozart, Messager, Massenet, Lehár, pour l'émission Lyriquement vôtre à la télévision belge (RTB)
  - 1978 — concert public de mélodies françaises, belges et allemandes, au Osterriethuir, pour la BRT, à Anvers et enregistrement de mélodies de Calixa Lavallée et Ropartz, pour la RTB à Bruxelles, lors d'une tournée européenne de 3 semaines, avec Janine Lachance au piano
  - 1978 — rôle du Christ, dans La Passion selon saint Jean de Bach, sous la direction de Philippe Herreweghe
  - 1978 — Apollinaire mis en musique, au Festival « Les Nuits de Septembre », à Liège, avec Gérard van Blerk au piano
  - 1980 — récital de mélodies françaises avec quatuor et piano, au Festival « Les Nuits de Septembre » de Liège, avec le quatuor Via Nova et le pianiste André de Groote
  - 1980 — rôle de Jésus dans « Les Béatitudes » de César Franck, au Festival de Lille en France et à Liège, Bruxelles et au Festival de Tournai en Belgique, avec les chœurs et l'Orchestre de Liège, sous la direction de Pierre Bartholomée
- en Norvège :
  - 1978 — tournée européenne de trois semaines, avec Janine Lachance au piano : à Oslo, des mélodies de Calixa Lavallée, Clermont Pépin et Guy Ropartz, pour la radio (NRK), plus un grand récital public
  - 1980 — enregistrement spécial tout en français, avec Geir Henning Braaten au piano, pour la Norsk Radio (NRK) à Oslo : œuvres vocales de Jean Binet, Francis Poulenc, Jacques Offenbach…
- en Suède :
  - 1979 — récital à Stockholm, avec Janine Lachance au piano, pour la Sveriges Radio ainsi qu'en salle pour le public : œuvres vocales de Calixa Lavallée, Clermont Pépin, Henri Duparc, Maurice Ravel
- en Autriche :
  - 1979 — tournée de récitals en Europe (d'œuvres vocales de Gounod, Debussy, Ravel et le Dichterliebe de Schumann), dont à Vienne, dans la Brahms-Saal du Musikverein
- au Japon :
  - 1985 — Tokyo, Kyoto
  - 1988 — Tokyo, Kyoto, Sapporo, la radio NHK
  - 1990 — 6 représentations de « Chansons de la Belle Époque et des Années Folles » (par le Duo lyrique Laplante-Duval)
- en  Chine :
  - 1985 — Pékin, Xi'an, Chengdu, Shanghai
  - 1988 — Hong Kong
- en Indonésie :
  - 1988 — Singapour, Djakarta
- en Corée :
  - 1988 — Séoul
  - 1990 — 8 représentations de Chansons de la Belle Époque et des Années Folles (par le duo lyrique Laplante-Duval)
- en Égypte :
  - 1988 — Le Caire
- en Australie :
  - 1990 — 4 représentations de « Chansons de la Belle Époque et  des Années Folles » (par le Duo lyrique Laplante-Duval)

### Rôles opératiques (extraits)
- 1966 — Crespel, dans l'opéra fantastique Les Contes d'Hoffmann (de Jacques Offenbach), aux Matinées symphoniques de l’OSM sous la direction de Pierre Hétu, une mise en scène de Peter Symcox, en la salle Wilfrid-Pelletier de la Place des Arts (PdA), Montréal
- 1968 — le comte Robinson, dans Die Heimliche Ehe (version allemande du Mariage secret, de Cimarosa), au château de Weikersheim, Allemagne
- 1969 — Æneas, dans la cantate Dido And Æneas (de Henry Purcell), avec Patricia Kern, Carol Ann Curry, Fernande Chiocchio (de), Micheline Tessier… les Cantata Singers sous la direction de Brian Law, l'Orchestre du Centre national des Arts (CNA) sous la direction de Mario Bernardi, au CNA d'Ottawa; enregistrement sonore disponible
- 1969 — Albert, dans Werther, drame lyrique de Jules Massenet
- 1970 — Roger, dans l’opérette Ciboulette (de Reynaldo Hahn), avec le théâtre lyrique du Québec (nouveau nom du théâtre lyrique de Nouvelle-France)
- 1970 — le comte Gil, dans l’opérette Le Secret de Suzanne (version française de Il Segreto di Suzanna de Ermanno Wolf-Ferrari), avec Olivier Guimond (rôle muet) et Louise Lebrun, l'Orchestre dirigé par Vladimir Jelinek; une réalisation de Noël Gauvin; enregistré pour la télévision de Radio-Canada à Montréal
- 1970 — l’Officier, dans l’opéra Le Barbier de Séville (de Rossini), avec Claire Gagnier, Fernande Chiocchio (de), Pierre Duval, Napoléon Bisson, Yoland Guérard, l'Orchestre et le Chœur de Radio-Canada, sous la direction de Jean Beaudet; enregistré à Radio-Canada, Montréal
- 1971 — le notaire Ser Amantio di Nicolao, dans Gianni Schicchi, opéra bouffe en 1 acte, du Il Trittico (de Giacomo Puccini), à l’Opéra du Québec, à Montréal, dans une mise en scène de Carlo Maestrini, sous la direction artistique de Léopold Simoneau
- 1971 — Moralès, dans l’opéra Carmen (de Bizet), avec Shirley Verrett… produit par l’Opéra du Québec, à la Place des Arts de Montréal
- 1971 — soliste principal dans Carmina Burana (de Carl Orff), à la Place des Arts de Montréal et au Centre national des Arts à Ottawa : neuf (9) représentations, avec Les Grands Ballets Canadiens, chorégraphie de Fernand Nault, Orchestre et Chœurs sous la direction de Vladimir Jelinek
- 1971 — Mercutio, dans l'opéra Roméo et Juliette (de Charles Gounod), à la télévision de Radio-Canada, avec Louise Lebrun, Pierre Duval, Claude Létourneau… l'Orchestre de Radio-Canada dirigé par Jean Deslauriers, une réalisation de Noël Gauvin; enregistré
- 1973 — Monsieur de Brétigny, dans l'opéra Manon (de Jules Massenet), une production de l’Opéra du Québec
- 1973 — Ananias dans La Fournaise ardente (de Benjamin Britten), adaptation pour la télévision de Radio-Canada par Peter Symcox
- 1974 — rôle-titre, dans Le Magicien, opéra en un acte de Jean Vallerand, au théâtre de la Poudrière, à Montréal
- 1975 — Ramiro, dans L’Heure espagnole (de Maurice Ravel), pour la télévision de Radio-Canada, à Montréal, une mise en scène de Paul Buissonneau
- 1975 — en duo dans La Valse à la télévision de Radio-Canada, à Montréal, avec Roberta Peters, soprano du Metropolitan Opera, une réalisation de Peter Symcox
- 1975 — Masetto, dans Don Giovanni (de Mozart), à l’Opéra du Québec, à Montréal, avec Tatiana Troyanos, Clarice Carson, Claire Gagnier, Yoland Guérard, Robert Savoie
- 1976 — le Podestat, dans Le Docteur Miracle (de Bizet), au théâtre de la Poudrière, à Montréal : vingt représentations, par l’ensemble Cantabile de Montréal, avec Céline Dussault, Paule Verschelden, Paul Trépanier; sous la direction artistique de Bruno Laplante
- 1976-1977 — Figaro, dans Le Barbier de Séville (de Rossini), en tournée pancanadienne avec les Jeunesses musicales du Canada : 60 représentations en français et 40 représentations en anglais, avec René-Daniel Dubois comme comédien et les chanteurs Liette Juneau, Paul Trépanier, Jean-Pierre Légaré et Napoléon Bisson, une mise en scène de Paul Buissonneau, costumes de François Barbeau, Colombe Pelletier au piano
- 1977 — rôle-titre (Roderick Usher), dans La Chute de la Maison Usher, en création européenne, un opéra inachevé et inédit, livret et musique de Claude Debussy sur une nouvelle d'Edgar Allan Poe, pour la radio et la télévision allemande, avec l’Orchestre de la Radio de Francfort dirigé par Eliahu Inbal; selon la version que le compositeur Juan Allende-Blin venait de compléter et d'orchestrer
- 1978 — rôle principal dans Rita ou Le Mari battu, opéra-comique original français de Donizetti, au Théâtre de la Poudrière, à Montréal : vingt (20) représentations plus un enregistrement à Camp Fortune (Ontario) par CBOF FM (Ottawa), avec Pauline Vaillancourt, soprano, et Paul Trépanier, ténor (ensemble Cantabile de Montréal), Colombe Pelletier au piano, sous la direction artistique de Bruno Laplante
- 1979 — en tournée québécoise, vingt-cinq (25) représentations de l’opérette Le Secret de Susanne d'Ermanno Wolf-Ferrari, avec Marie-Danielle Parent et Céline Dussault, une production de l’Opéra de Chambre du Québec, sous la direction artistique de Bruno Laplante
- 1979 — Gustave, dans Le Pays du Sourire de Franz Lehár, sept représentations en français, au Grand Théâtre de Québec, avec Colette Boky et le ténor André Jobin[1]
- 1980 — Mercutio, dans Roméo et Juliette (de Gounod), au Grand Théâtre de Québec, avec Colette Boky et André Jobin
- 1980 — direction artistique et premiers rôles dans Vive Offenbach, au Théâtre de la Poudrière, Montréal, avec l’Ensemble Cantabile de Montréal : vingt (20) représentations avec Edgar Fruitier et quinze (15) représentations, en reprise, avec Paul Berval
- 1980 — rôle de Jésus dans Les Béatitudes de César Franck, au Festival de Lille en France, ainsi qu'à Liège, Bruxelles et au Festival de Tournai en Belgique, avec les Chœurs et l'Orchestre de Liège, sous la direction de Pierre Bartholomée

## Discographie (extraits)
RCI : Radio Canada International;

Cantabile : Ensemble Cantabile de Montréal, 

devenu le NTM : le Nouveau théâtre musical;

CAL : Calliope;
- 1970 : Lionel Daunais — Mélodies (« Sept Épitaphes plaisantes », « Fantaisie dans tous les tons » de Daunais + 11 autres mélodies sur des poèmes d'Éloi de Grandmont, Paul Fort, Nicolas Boileau, André Rivoire, Tristan Klingsor); RCI

Bruno Laplante, baryton, Louis-Philippe Pelletier au piano.
- 1972 : Jean-François Dandrieu, Louis-Claude Daquin (Noëls anciens) — Où s'en vont ces gays bergers ?

Bruno Laplante, baryton, Antoine Reboulot, organiste, et François Bertrand, narrateur; RCI
- 1972 : Gabriel Fauré — « La Bonne Chanson »

Bruno Laplante, Quatuor à cordes Garami, Raoul Sosa au piano
Jean Vallerand — Quatre Poèmes d'Hector de Saint-Denys Garneau;
Bruno Laplante, baryton, Louis-Philippe Pelletier au piano
Alain Gagnon (2 mélodies : sur un poème de Hector de Saint-Denys Garneau puis sur un poème d’Alain Gagnon);
Victor Bouchard (deux chansons folkloriques, telles que par lui harmonisées)
Bruno Laplante, baryton, John Newmark au piano
- 1974 : Reynaldo Hahn — Mélodies / Le Livre d'or de la mélodie française I — Grand Prix du Disque 1977 (de l'Académie du Disque français)

(« Études latines », avec chœur dirigé par Jean-Pierre Guindon, Si mes vers, Paysage, Offrande, L'énamourée, D'une Prison, Le Rossignol des Lilas, Fêtes Galantes + 4 autres mélodies)
Bruno Laplante, baryton, Janine Lachance au piano; CAL
- 1975 : Jules Massenet — Mélodies / Le Livre d'or de la mélodie française I — Grand Prix du Disque 1977 (de l'Académie du Disque français)

— Best Record of the Year (The London Sunday Times, 1976)
Bruno Laplante, baryton, Janine Lachance au piano; CAL
— Best Record of the Year (The London Sunday Times, 1976)"
- 1976 : Charles Gounod — Mélodies / Le Livre d'or de la mélodie française I — Grand Prix du Disque 1977 (de l'Académie du Disque français)

Bruno Laplante, baryton, Janine Lachance au piano; CAL
- 1977 : Franz Liszt — Cinq Mélodies françaises sur des poèmes de Victor Hugo

(Oh! Quand je dors; S'il est un charmant gazon; Comment, disaient-ils ?; La Tombe et la Rose; Enfant, si j'étais Roi)
et « Liebestraüme » (3 lieder : Hohe Liebe; Gestorben war ich; O lieb, so lang du lieben kannst);
Calixa Lavallée — Nuit d'été (poème de Napoléon Legendre), L'Absence (poème de Rémi Tremblay);
Clermont Pépin — Cycle-Éluard (poèmes de Paul Éluard : Nudité de la vérité; Avec tes yeux, Sur la maison du rire, Les muets sont des menteurs, La nature s'est prise, J'ai fermé les yeux, À l'ombre des arbres)
André Prévost — « Musiques peintes » (poèmes de Gatien Lapointe : Musiques peintes, Tu te souviens, Soleil d'été)
Bruno Laplante, baryton, Janine Lachance au piano
- 1977 ; César Franck et Guillaume Lekeu — Mélodies
- 1977 : Louis Aubert : Six « Poèmes arabes » pour voix et orchestre;

Bruno Laplante, baryton, soliste unique; Orchestre de la radio néerlandaise, direction Kenneth Montgomerry.
- 1978 : Serge Garant — « Rivages » (poème d'Éloi de Grandmont)

Bruno Laplante, baryton, Janine Lachance au piano; CAL
- 1978 : Ernest Chausson — « Poème de l’Amour et de la Mer » et autres mélodies (Le Charme, Serres chaudes, Sérénade italienne, Le Colibri) / Le Livre d'or de la mélodie française II

Bruno Laplante, baryton, Janine Lachance au piano; CAL
- 1979 : Emmanuel Chabrier — Intégrale des Mélodies / Le Livre d'or de la mélodie française II

Bruno Laplante, baryton, Janine Lachance au piano; CAL
- 1980 : Hector Berlioz — « Les Nuits d’été » et autres mélodies (Le chasseur danois, La belle voyageuse, Le jeune pâtre breton…)

Bruno Laplante, baryton, Marc Durand au piano.
- 1980 : Georges Bizet et Édouard Lalo — Mélodies

Bruno Laplante, baryton, Marc Durand au piano.
- 1981 : Jacques Offenbach — Six Fables de Lafontaine (en première mondiale) et autres mélodies :

La chanson de Fortunio et Ballade à la lune (d'Alfred de Musset)…
Bruno Laplante, baryton, Marc Durand au piano.
- 1983 : Henri Duparc — Six Mélodies, en version orchestrale :

Phydilé, Chanson triste, Testament, La Vague et la Cloche, L'Invitation au voyage, La Vie antérieure;
Bruno Laplante, baryton; Orchestre de la radio néerlandaise, direction Willem Frederik Bon.
- 1984 : Henri Duparc — 1re Intégrale des Mélodies

Bruno Laplante, baryton, Gabrielle Lavigne, mezzo-soprano Marc Durand au piano.
- 1985 : Erik Satie — Intégrale des Mélodies et des Chansons de « Caf’Conc’ » (en première mondiale)

Bruno Laplante, baryton, Marc Durand au piano.
- 1988 : — L'Humour dans la Mélodie française du XXe siècle :

Œuvres vocales de Maurice Ravel, Francis Poulenc, Manuel Rosenthal, Jean Françaix, Lionel Daunais et Jean Absil ;
Bruno Laplante, baryton, Marc Durand au piano.
- 1990 : Dialogues d'amoureux / Le Duo lyrique Laplante-Duval
- 1990 : Chansons d'amour / Le Duo lyrique Laplante-Duval
- 1991 : Laplante-Duval chantent Noël / Le Duo lyrique Laplante-Duval
- 1991 : Henri Duparc — 2e Intégrale des Mélodies / Le Duo lyrique Laplante-Duval
- 1992 : Jules Massenet — « Poèmes vocaux » (Song cycles) / Le Duo lyrique Laplante-Duval
- 1997 : L'Opérette française de 1900 à 1940 / Le Duo lyrique Laplante-Duval
- 1998 : Éternels baisers — Mélodies romantiques en duo / Le Duo lyrique Laplante-Duval
- 2002 : Une Famille en harmonie / La Famille Laplante Duval

## Filmographie
- 1979 : Émission spéciale sur la carrière de Bruno Laplante, une coproduction d’Antenne 2 de Paris et du Réseau français de la télévision de Radio-Canada à Montréal;

réalisation : Bruno Monsaingeon — un film que ce réalisateur a classé sans sa série « Premier Mouvement », de 7 films produits par Télécip (1977-1982); op. 16 (1981).

## Honneurs
- 1964 : un premier prix en Art vocal et un Deuxième prix en histoire de la musique, à sa sortie du Conservatoire de Montréal
- 1966 : prix d'Europe
- de nombreuses Médailles dans les concours internationaux de chant, dont :

1965 : à Genève, fin septembre
1966 : à Bois-le-Duc et à Toulouse
1967 : à Guelph (Ontario), en mai
1968 : à Munich
- 1986 : « Personnalité de la semaine », par le journal La Presse (de Montréal), le 14 décembre, pour avoir été l’artisan de cette relance, réussie, des « Variétés lyriques »
- 2003 : Médaille de l'Assemblée nationale du Québec[3], le 18 octobre, pour l'ensemble de sa carrière, dont l'aide apporté à la relance…
- 2010 : Chevalier de l'ordre des Arts et des Lettres de la République française[4]
- 2011 : intronisé au Panthéon canadien de l'art lyrique, le 4 décembre, au Gala annuel de l'Opéra de Montréal

 Le fonds d’archives Bruno Laplante est conservé au centre d’archives de Québec de la Bibliothèque et Archives nationales du Québec.